# Imperativo

Manifesti affissi nel Regno Unito durante la Seconda guerra mondiale recitavano gli imperativi (in corsivo) "Restate calmi e andate avanti" come esortazione alla popolazione.

L'imperativo è un modo verbale. È usato per esprimere esortazioni e si distingue in questo dagli altri modi: se infatti l'indicativo o il condizionale (e normalmente il congiuntivo) vengono generalmente usati per le asserzioni, con l'imperativo si possono formulare divieti, preghiere o consigli in maniera più o meno perentoria:
- Vieni qui!
- Cammina più piano.
- Dimmi tutto.

A livello di uso, sono peraltro assai frequenti i casi in cui le esortazioni vengono formulate usando altri modi verbali, oppure in cui la funzione dell'imperativo di esprimere un'esortazione è a malapena riconoscibile.
Si tratta di un modo fondamentalmente difettivo: nelle varie lingue mancano infatti le forme coniugate di una o più persone. In italiano, l'imperativo ha un unico tempo, il presente. In altre lingue, come in latino può avere il tempo futuro, usato in particolar modo per esprimere obblighi, leggi o massime di perpetua validità.

## La formazione dell'imperativo in italiano
L'imperativo è per natura un modo difettivo, dato che non prevede la forma della prima persona singolare; al suo posto si può utilizzare il presente indicativo con la funzione di indicare un dovere: adesso mi concentro!. In alternativa, si può creare, retoricamente, un alter ego virtuale, un "altro io": Adesso concentrati!
Riassumendo, si avranno queste forme regolari per le tre coniugazioni.
|                           | 2ª persona tu | 3ª persona egli, ella | 1ª persona noi | 2ª persona voi | 3ª persona essi, esse |
| 1ª coniugazione cant-are  | cant-a        | cant-i                | cant-iamo      | cant-ate       | cant-ino              |
| 2ª coniugazione scriv-ere | scriv-i       | scriv-a               | scriv-iamo     | scriv-ete      | scriv-ano             |
| 3ª coniugazione sent-ire  | sent-i        | sent-a                | sent-iamo      | sent-ite       | sent-ano              |
| 3ª coniugazione pul-ire   | pul-isci      | pul-isca              | pul-iamo       | pul-ite        | pul-iscano            |

Per i verbi ausiliari si avrà invece: sii, sia, siamo, siate, siano e abbi, abbia, abbiamo, abbiate, abbiano. È normale che il soggetto non venga specificato.

### Prima e seconda persona dell'imperativo
- Le forme dell'imperativo in senso stretto sono quelle alla seconda persona singolare e plurale e (almeno in italiano) alla prima persona plurale: tu, noi, voi. Il più delle volte, esse coincidono con quelle del presente indicativo (esempi: esci, vai, prendi; usciamo; andiamo, prendiamo; uscite, andate, prendete). La maggiore eccezione riguarda le forme regolari della coniugazione in -are: infatti, la seconda persona singolare ha la desinenza -a al posto di i (mangia, ricorda, dimentica): si tratta di una diretta eredità dalla lingua latina e dell'unica desinenza propria dell'imperativo.[3]
- Sulla base di queste caratteristiche morfologiche dell'imperativo, si ricaveranno tutte le forme regolari e molte di quelle irregolari. Per cantare, si avranno così le forme: canta, cantiamo, cantate. Per il verbo prendere, si avrà prendi, prendiamo, prendete; per il verbo sentire, le forme sono senti, sentiamo, sentite. Per pulire: pulisci, puliamo, pulite.
- Le forme irregolari della seconda persona singolare dei verbi in -are sono dai, fai, stai, vai, come al presente indicativo. Vengono spesso abbreviate: da', fa', sta', va'.
- Le irregolarità del presente indicativo vengono rispecchiate in quasi tutte le forme dell'imperativo delle coniugazioni in -ere ed -ire (tieni! vieni! muori!). Per il verbo dire, si ha di' (secondariamente è attestabile anche la forma dì).
- Le forme di essere ed avere sono molto irregolari (sii, siamo, siate; abbi, abbiamo, abbiate). Per sapere, si ha sappi, sappiamo, sappiate.
- I pronomi clitici vengono posposti: cantaci qualcosa; facciamola finita. Le forme abbreviate dei verbi dare, stare, fare, andare e dire alla forma in tu prevedono in questo caso il rinforzamento della consonante iniziale dei pronomi (tranne gli) secondo i meccanismi del raddoppiamento fonosintattico: dimmi tutto; stammi a sentire; datti da fare!; facci un tè; anzi, fanne due; falla finita; dillo a Roberto; vattene.
- L'imperativo della forma in tu, combinato con la negazione, si forma usando l'infinito: non fumare, non bere, non partire!

### Terza persona dell'imperativo
- Esiste inoltre l'imperativo alla terza persona, che acquistò una certa importanza quando, in epoca moderna, il lei cominciò a soppiantare il voi come forma di cortesia. La terza persona prende in prestito le sue forme (regolari e irregolari) dal congiuntivo presente: canti, cantino; prenda, prendano; dorma, dormano.

- In questo caso, conformemente alle regole di formazione di modi come il congiuntivo o l'indicativo, i pronomi clitici verranno anteposti alla forma verbale: ci canti qualcosa!.

- In questo modo, tra la forma in tu e quella in lei viene a formarsi un'opposizione basata sulle desinenze -a ed -i, che variano a seconda se il verbo sia o no della prima coniugazione:

|       | verbi in -are | verbi in -ere, -ire    |
| (tu)  | canta, scusa  | prendi, senti, pulisci |
| (lei) | canti, scusi  | prenda, senta, pulisca |

## L'uso dell'imperativo
Non sempre l'atto linguistico riesce bene con l'uso dell'imperativo, che può dare l'effetto sgradito di un'imposizione. Infatti, le regole sociali impongono determinati comportamenti di cortesia, per cui spesso un'esortazione non viene espressa con l'uso dell'imperativo ma seguendo vie alternative: si tratta degli atti linguistici indiretti. Per esempio, l'esortazione
- vieni domani!

può venire formulata sotto forma di dichiarazione o di domanda,
- vorrei che tu venissi domani
- puoi venire domani?

talvolta addirittura con l'uso di altre forme modali come il congiuntivo ed il condizionale. Più categorico è invece l'uso delle forme dell'indicativo (domani tu vieni/verrai).
Nonostante tutto, esprimere un'esortazione in maniera diretta non significa necessariamente infrangere le regole di cortesia: infatti, questa forma si adatta senza alcun problema ad intenzioni comunicative come gli inviti, le scuse, gli auguri o le offerte, qualche volta semplicemente ad un consiglio. È soprattutto in questi casi che - mancando l'intenzione di esprimere primariamente un'esortazione - all'uso dell'imperativo non è posta alcuna restrizione:

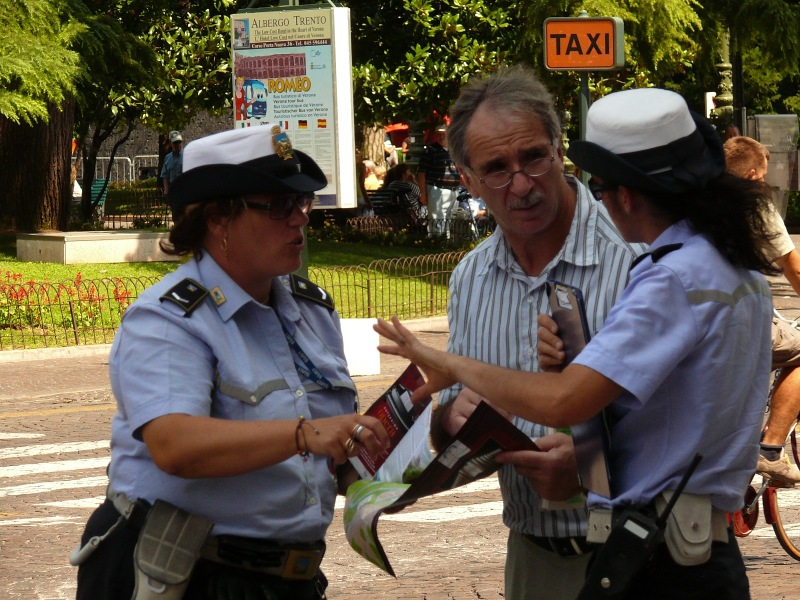
Le indicazioni stradali all'imperativo, secondo i casi dando del lei ("Prosegua dritto", "Giri a destra") o del tu ("Supera la rotonda"), non esprimono un'imposizione e l'uso di questo modo verbale non viola quindi le regole di cortesia

- Vieni domani alla nostra festa, non fare complimenti!
- Accomodati, e fa' come se fossi a casa tua!
- La stazione? Giri qui a sinistra
- Mi scusi tanto...
- Si figuri!
- Faccia buon viaggio!

Dato che l'intenzione primaria del locutore (vedi illocuzione) non è quella di far fare qualcosa a qualcuno, il rischio di minacciarne in qualche modo il territorio e l'autodeterminazione non è dato. Per questo l'enunciato risulterà più cortese proprio perché formulato in maniera diretta. Analoghe considerazioni, anche se per le ragioni opposte, valgono per le offese ed invettive in genere:
- Vada al diavolo!

Infatti, neanche in questi casi il locutore ritiene opportuno dover adottare misure particolari per evitare una sorta di minaccia o aggressione.
Data la varietà di usi dell'imperativo, non stupisce che talvolta le forme verbali perdano - del tutto oppure in parte - la loro funzione di impartire ordini. Il fenomeno si riscontra soprattutto in forme ripetute nei rituali, come i saluti in latino vale e valete (rivolti rispettivamente a una o più persone): esse hanno in parte perso il loro senso letterale. A questo proposito si noti come anche in alcuni segnali discorsivi il significato della forma verbale all'imperativo rischia di diventare quasi irriconoscibile, come si può constatare nel seguente esempio di lingua parlata:
(Collodi, Pinocchio)

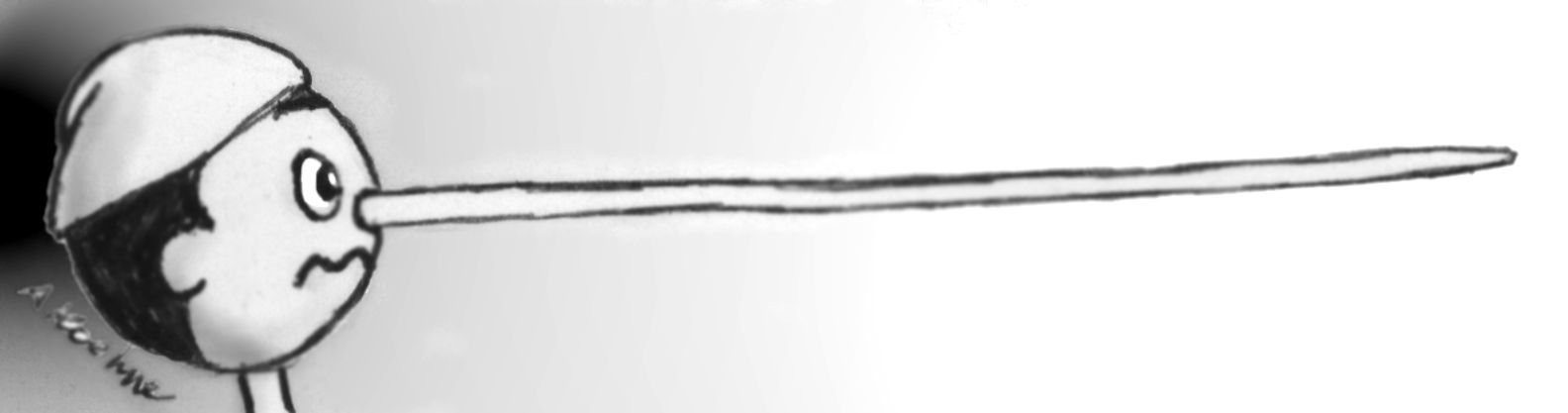
... e cresci, cresci, cresci diventò in pochi minuti un nasone che non finiva mai.
— Collodi, Pinocchio
rappresenta un uso della seconda persona singolare dell'imperativo italiano per indicare un'azione ripetuta nel tempo.

- Guarda che io non ho mica detto questo!

L'interazione faccia a faccia viene regolata da un segnale che ha in buona parte perso sia il senso di 'guardare', sia quello di un'esortazione vera e propria. Similmente: E dai, lasciatemi uscire!, laddove la forma verbale non viene neanche più adattata al soggetto della frase.
Per finire, si noti come le forme dell'imperativo in tu possono, a volte, indicare un'azione prolungata oppure ripetuta soprattutto quando si insiste sulle forme di uno stesso verbo:
(Luigi Pirandello, La giara)

## L'imperativo nella formazione delle parole
Concordemente al tipo di esempio appena proposto, le voci dell'imperativo vengono utilizzate nella formazione di sostantivi, detti conglomerati e parole frase, che, come i verbi, indicano un'azione: il tira e molla, il viavai, l'andirivieni, il saliscendi, il fuggi fuggi. Anche in questo caso si tratta di parole che indicano un'azione ripetuta.
Inoltre, le forme di questo modo possono venire impiegate nella formazione di parole composte (aggettivi o, soprattutto, sostantivi): lavastoviglie, reggiseno, giramondo, rompiscatole. Si riferiscono a soggetti che compiono l'azione.

## L'imperativo in alcune lingue indoeuropee
In diverse lingue come in italiano, l'imperativo è una forma difettiva. A seconda dell'idioma, mancheranno dalla sua coniugazione determinate persone grammaticali. Del resto, anche in italiano l'imperativo della terza persona viene espresso utilizzando una struttura sostitutiva come quella del congiuntivo presente.

### Francese
Nella lingua francese, come in italiano, le forme dell'imperativo sono molto vicine a quelle del presente indicativo, e comprendono anche la forma in noi:
- Prends une aspirine - prendi un'aspirina
- Tournez à gauche au feu - girate a sinistra al semaforo
- Mangeons ! - mangiamo!

Come in italiano, comunque, le forme della prima coniugazione (verbi in are oppure in er come fumare e fumer) al tu coincidono con quelle del presente alla terza persona:
- Pardonne-moi - scusami
- Fume si tu as envie - fuma se ne hai voglia

Come in italiano, i pronomi clitici vengono posposti (scusami).
La differenza principale tra francese ed italiano sta nell'uso piuttosto diverso degli allocutivi di cortesia (Lei - voi). Infatti in francese la forma in lei è quasi inesistente.

### Inglese
Nelle lingue germaniche, è facile che le forme mancanti dell'imperativo possano essere sostituite da un intero costrutto frasale chiamato perifrasi.
In inglese, la formazione dell'imperativo è assai semplice, dato che le varie forme di questo modo coincidono in genere con quelle dell'infinito, tanto al plurale quanto al singolare. La dicotomia tra il tu e la forma di cortesia è inoltre scomparsa:
- Excuse me - scusami/scusatemi/mi scusi
- Turn to the left - gira a sinistra/girate a sinistra/giri a sinistra

La combinazione tra la prima persona singolare ed il plurale (noi) viene però ottenuta utilizzando una perifrasi speciale. Si usa infatti una specie di verbo ausiliare (to let), combinato al pronome complemento us (simile all'italiano noi) ed il verbo da coniugare. Dato che il pronome us viene di solito abbreviato (aferesi), si usa un apostrofo:
- Let's go! - andiamo!

Dato che non si tratta di un fenomeno di coniugazione vera e propria dell'imperativo, la forma è considerata una specie di costrutto di riserva.
Per quanto riguarda la forma excuse me va peraltro ricordato che questa ha perso, nel linguaggio moderno, parte del suo significato di richiesta di scuse: spesso viene infatti usata semplicemente per attirare l'attenzione.

### Tedesco
In tedesco, per la forma in tu i verbi regolari prevedono la desinenza -e, che però può cadere (troncamento); la forma al voi coincide con quella del presente. In entrambi i casi, mancherà la specificazione del soggetto:
- Gehe!/Geh! - vai!
- Geht! - andate!

Per la forma di cortesia (Sie), viene usata al posto dell'imperativo la voce del presente indicativo. Dunque non vi sarà omissione del soggetto, che però viene posposto:
- Gehen Sie! - vada!

Un uso simile di un ausiliare come quello inglese per la forma in noi si ritrova anche nella lingua tedesca. Il verbo, come l'inglese to let, corrisponde all'incirca all'italiano lasciare ed è lassen: Lasst uns gehen! - andiamo! Neanche questa perifrasi è considerata una forma dell'imperativo.
Come facilmente intuibile dagli esempi, il punto esclamativo è assai frequente ed ha la funzione di marcare, dunque di rendere riconoscibili le forme dell'imperativo (più che quella di dare enfasi all'esortazione).

### Spagnolo
La seconda singolare nei verbi regolari è composta dalla terza singolare dell'indicativo:
- Come - mangia (da comer)
- Lee - leggi (da leer)

La seconda plurale è composta dall'infinito ma al posto della r finale c'è la d:
- Comed - mangiate

Per le forme di cortesia invece si usano le forme del congiuntivo presente.
- Coma - mangi
- Coman - mangino

Nelle forme di negazione invece, per tutte le persone si usano le forme del congiuntivo presente.